# Nocticanace japonica
Nocticanace japonica är en tvåvingeart som beskrevs av Ichiro Miyagi 1965. Nocticanace japonica ingår i släktet Nocticanace och familjen Canacidae. Inga underarter finns listade i Catalogue of Life.